# Dyke Parish Church

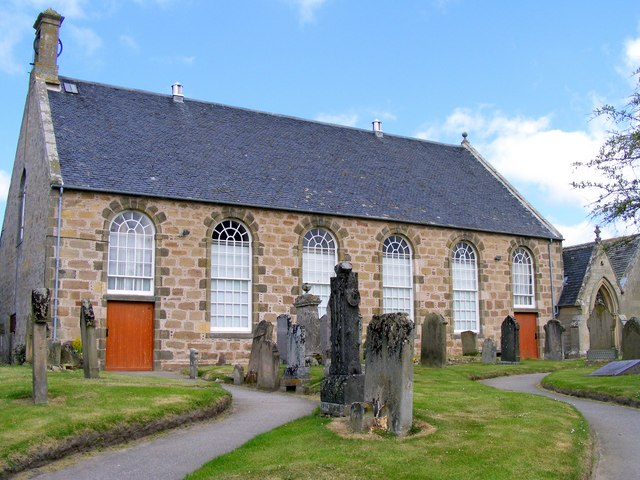
Dyke Parish Church

Die Dyke Parish Church ist ein Kirchengebäude der presbyterianischen Church of Scotland in der schottischen Ortschaft Dyke in der Council Area Moray. 1971 wurde das Bauwerk in die schottischen Denkmallisten in der höchsten Denkmalkategorie A aufgenommen.

## Geschichte
Am Standort befand sich ein prä-reformatorisches Kirchengebäude. Mit Ausnahme von Grabsteinen auf dem umgebenden Friedhof wurden von diesem Bauwerk jedoch keine Überreste gefunden. Der Möglichkeit, dass die heutige Dyke Parish Church auf den Fundamenten ihres Vorgängerbauwerks errichtet wurde, widerspricht eine historische Aufzeichnung, die den Bau neben der älteren Kirche beschreibt. Beim Bau der Dyke Parish Church im Jahre 1781 wurden ein Münzhort aus dem 12. Jahrhundert und der piktische Symbolstein Rodney’s Stone gefunden. 1952 wurde die Kirche renoviert.

## Beschreibung
Die Dyke Parish Church steht inmitten der kleinen Ortschaft nahe dem linken Ufer des Muckle Burn. Während das Mauerwerk der länglichen Saalkirche entlang der Südfassade aus Steinquadern besteht, wurde das übrige Mauerwerk aus Bruchstein aufgebaut. Die sechs Achsen weite Südfassade ist symmetrisch aufgebaut. Es sind sechs Rundbogenfenster eingesetzt, wobei die Fenster auf den äußeren Achsen aufgrund der darunterliegenden schlichten Türen verkürzt sind. Ein kleineres Fenster an der westlichen Giebelseite lässt Licht für die Galerie ein. Das abschließende Satteldach ist mit Schiefer eingedeckt. Auf dem Westgiebel sitzt ein kleiner Dachreiter mit offenem Geläut auf.